# مقاطعة جيوجيانغ
مقاطعة جيوجيانغ هي إحدى مقاطعات منطقة آنهوي في الصين.